# Baie de Killala
Killala Bay (en irlandais Cuan Chill Ala) est une baie située sur la côte nord de l'Irlande entre le Comté de Mayo à l'ouest et le Comté de Sligo à l'est.
Elle s'ouvre sur la mer entre Lenadoon point et Downpatrick Head.
La baie de Killala est l’estuaire du fleuve Moy.